# Ferenczy István (tanár)
Ferenczy István (Gyergyóditró, 1851. augusztus 10. – Nagyszeben, 1907. április 7.) főgimnáziumi tanár.

## Életútja
A gimnáziumot a csíksomlyói, székelyudvarhelyi és kolozsvári római katolikus főgimnáziumban végezte 1872-ben; azután három évig a kolozsvári egyetem hallgatója volt. 1876 júniusában a mennyiségtan- és természettanból tanári képesítést nyert; egy hónapig a jászberényi római katolikus főgimnáziumban tanított és szeptember 30-án rendes tanár lett a nagyszebeni állami főgimnáziumnál.

## Munkája
- Életpályák. Útmutató minden pályára, az arra előkészítő összes tanintézetek, tanfolyamok és vizsgák ismertetésével, különös tekintettel a katonai nevelő és képző intézetekre, az ipari, kereskedői és általában kevésbbé ismert pályákra. Az összes minősítő, szervező törvények, tervezeti szabályok, rendeletek, utasítások, miniszteri jelentések, iskolai értesítők alapján. Pozsony, 1893. (Előbb a nagyszebeni áll. főgymnasium 1893. Értesítőjében. Ism. M. Állam 154. sz.)